# ASRock XFast USB
ASRock XFast USB — програмне забезпечення; технологія, що була розроблена компанією ASRock. Як відомо, операційна система Windows виділає лише 10% ресурсів під кожний USB-пристрій. Технологія ASRock XFast USB дозволяє збільшити швидкість передачі даних через інтерфейс USB 3.0 в середньому у 5 разів. ASRock вбудовує відповідне ПЗ безпосередньо в прошивку материнської плати.